# Jack Young
Jack Young (Morpeth, Inglaterra, 21 de octubre de 2000) es un futbolista británico que juega como centrocampista en el Wealdstone F.C. de la National League.

## Trayectoria
Nacido en Morpeth, comenzó su carrera en el Newcastle United F. C. a la edad de 7 años, antes de convertirse en profesional en 2019. Se marchó cedido al Tranmere Rovers F. C. en octubre de 2020. Después de hacer cinco apariciones, regresó al Newcastle. Se marchó cedido al Wycombe Wanderers F. C. en enero de 2022, pero después de sólo 2 apariciones en la liga estuvo a punto de ser retirado por el Newcastle United en marzo de 2022. Sin embargo, posteriormente firmó un contrato permanente de tres años con el Wycombe en abril de 2022.

## Estadísticas

### Clubes
Actualizado al último partido disputado el 15 de marzo de 2022.
| Club                               | Div.          | Temporada     | Liga  | Liga  | Copas nacionales | Copas nacionales | Copas internacionales | Copas internacionales | Total | Total |
| Club                               | Div.          | Temporada     | Part. | Goles | Part.            | Goles            | Part.                 | Goles                 | Part. | Goles |
| ---------------------------------- | ------------- | ------------- | ----- | ----- | ---------------- | ---------------- | --------------------- | --------------------- | ----- | ----- |
| Tranmere Rovers F. C. Inglaterra   | 4.ª           | 2020-21       | 5     | 0     | 0                | 0                | —                     | —                     | 5     | 0     |
| Tranmere Rovers F. C. Inglaterra   | Total club    | Total club    | 5     | 0     | 0                | 0                | 0                     | 0                     | 5     | 0     |
| Wycombe Wanderers F. C. Inglaterra | 3.ª           | 2021-22       | 2     | 0     | 0                | 0                | —                     | —                     | 2     | 0     |
| Wycombe Wanderers F. C. Inglaterra | Total club    | Total club    | 2     | 0     | 0                | 0                | 0                     | 0                     | 2     | 0     |
| Total carrera                      | Total carrera | Total carrera | 7     | 0     | 0                | 0                | 0                     | 0                     | 7     | 0     |